# Långgölen (Södra Vi socken, Småland, 639502-149276)
Långgölen är en sjö i Vimmerby kommun i Småland och ingår i Motala ströms huvudavrinningsområde.